# 惑惑星文庫
惑惑星文庫（わくわくせいぶんこ）は、惑惑星が刊行する小説のレーベル。BOOK☆WALKERで展開している。
おもに香取俊介の作品を扱うが、今後は新人作家や他分野から（脚本家）のオリジナル作品も順次掲載の予定。

## 作品
- 父の秘密（香取俊介）
- 女優の死んだ日（香取俊介）
- 荒唐無稽少女（吉田真童）
- 怪談書きませんか/栃木県芙蓉高校文芸部（麻屋与志夫）
- 頭の中の白い雪（香取俊介）
- 元祖･昭和名子役（香取俊介）
- 幸せの青い石（香取俊介）
- 貝殻の絵（香取俊介）
- モダン食堂（香取俊介）